# Българете в Македония
„Българете в Македония. Издирвания и документи за тяхното потекло, език и народност с етнографска карта и статистика“ e капитален научен труд на Йордан Иванов. Това е първото научно изследване на произхода, езика и народността на българите в Македония.
Трудът разглежда образуването на българската народност и проявите на българщината в Македония. Сред разгледаните явления са българският език в Македония, Охридската българска архиепископия, борбата за църковна независимост на българите в Македония, българското училищно дело в Македония и други. В книгата е приложена етнографска карта и статистика. Излиза от печат в 1915 година, а след това е преиздавана отново в 1917 година. В 1986 година излиза фототипно издание на книгата.